# Wasilij Lebiediew-Kumacz
Wasilij Iwanowicz Lebiediew, ps. Kumacz, ros. Васи́лий Ива́нович Ле́бедев-Кума́ч (ur. 24 lipca?/5 sierpnia 1898 w Moskwie, zm. 20 lutego 1949 tamże) – rosyjski (radziecki) poeta, autor tekstów pieśni i piosenek (m.in. do komedii muzycznych Grigorija Aleksandrowa) i pieśni masowych, m.in. Pieśń o Ojczyźnie (Szyroka strana moja rodnaja..., 1936 stworzona na potrzeby filmu Cyrk), Święta wojna (Wstawaj, strana ogromnaja..., 1941), także utworów satyrycznych i poezji dla dzieci. Był współpracownikiem kompozytorów takich jak Izaak Dunajewski, Aleksandr Aleksandrow, Matwiej Błanter, Jurij Milutin. 
Przeważnie patetyczne w formie utwory Wasilija Lebiediewa-Kumicza były wykorzystywane w propagandzie ZSRR, np. napisał słowa do Hymnu Partii Bolszewików w 1938 roku.
Został pochowany na Cmentarzu Nowodziewiczym.